# Tony Fasson
Francis Anthony Blair Fasson, GC (* 17. Juli 1913 in Lanton (Scottish Borders); † 30. Oktober 1942 im Mittelmeer), genannt Tony Fasson, war im Zweiten Weltkrieg ein britischer Marineoffizier. Durch heldenhafte Erbeutung streng geheimer Enigma-Schlüsselunterlagen, bei der er den Tod fand, beeinflusste er den Verlauf des Krieges.

## Leben

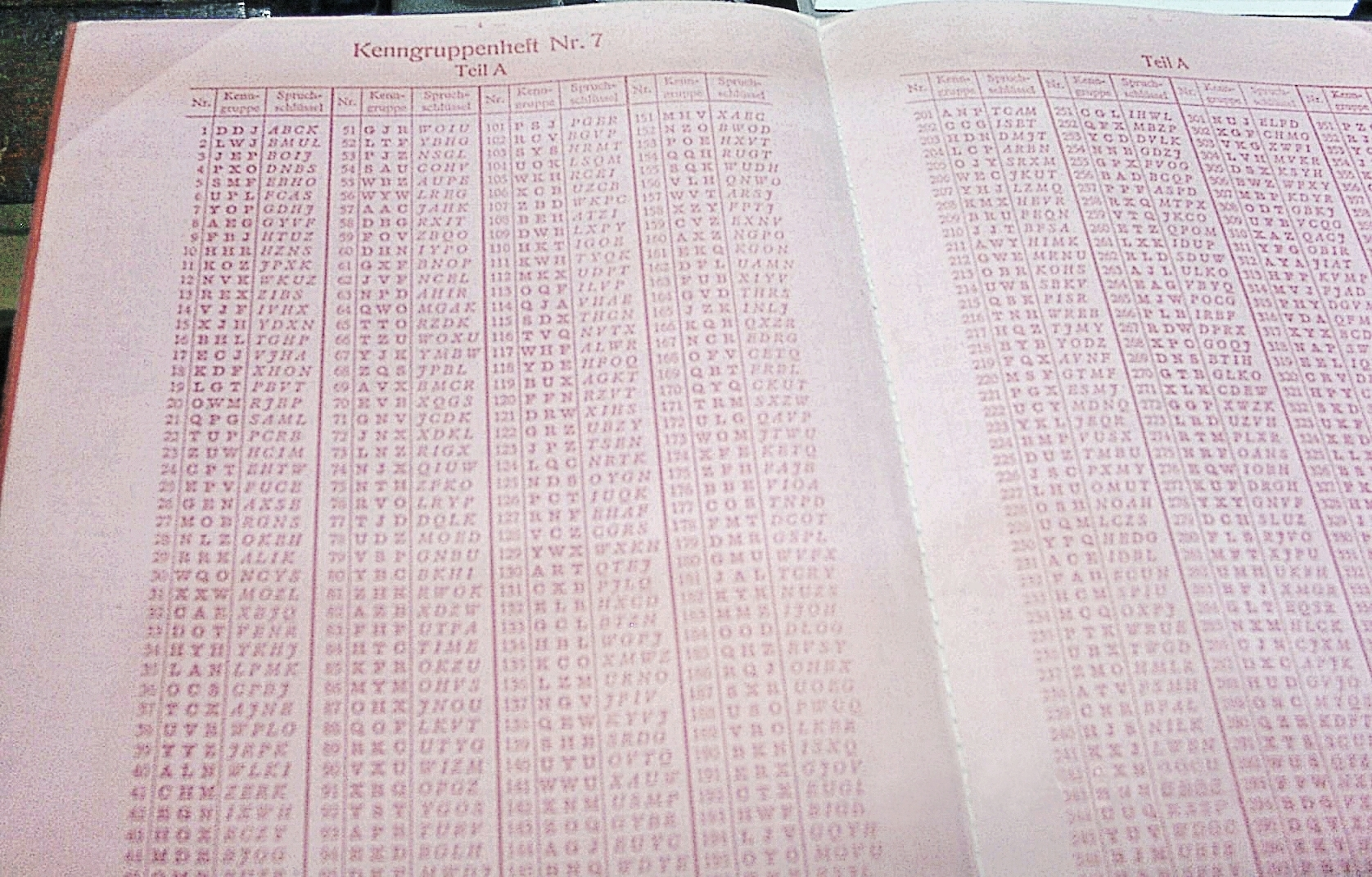
Ähnlich wie dieses von U 505 erbeutete Kenngruppenheft wurden auch Wetterkurzschlüssel und Kurzsignalheft mit wasserlöslicher roter Tinte auf rosafarbenem Löschpapier gedruckt, um sie im Fall von Gefahr schnell vernichten zu können.

Als Erster Offizier des britischen Zerstörers Petard gelang es dem Lieutenant der Royal Navy am 30. Oktober 1942, mitten im Weltkrieg, im östlichen Mittelmeer, etwa 140 km nördlich Port Said (Lage), zusammen mit seinen Kameraden Colin Grazier (1920–1942) und Tommy Brown (1926–1945), geheime Codebücher, wie Kurzsignalheft und Wetterkurzschlüssel, aus dem deutschen U-Boot U 559 zu erbeuten. Das Geheimmaterial wurde nach Bletchley Park geschafft, der etwa 70 km nördlich von London gelegenen zentralen kryptanalytischen Dienststelle der Briten, und half den Codebreakers dort ganz wesentlich dabei, in die von der Kriegsmarine verwendete Rotor-Schlüsselmaschine Enigma-M4 einzubrechen.

## Postume Ehrung

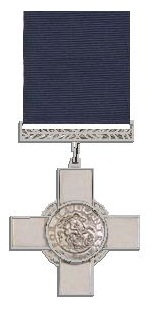
Das Georgs-Kreuz, mit dem Tony Fasson für seine Rolle bei der Erbeutung der Schlüsselunterlagen 1942 geehrt wurde.

Fasson und Grazier ertranken bei dieser Aktion. Postum erhielten beide das Georgs-Kreuz (englisch George Cross) „for outstanding bravery and steadfast devotion to duty in the face of danger“ (deutsch „für herausragende Tapferkeit und unerschütterliche Pflichterfüllung im Angesicht der Gefahr“).

## Filmische Rezeption
Im britischen Spielfilm Enigma – Das Geheimnis, der auf dem Roman Enigma basiert, und der die Entzifferungsarbeit der britischen Codebreaker in Bletchley Park thematisiert, werden in Zusammenhang mit den erbeuteten Kurzsignalheft und Wetterkurzschlüssel die Namen Fasson und Grazier genannt.

## Kriegsgeschichtliche Bedeutung
Seit dem 1. Februar 1942, als im deutschen U-Boot-Schlüsselnetz „Triton“, von den Briten Shark (deutsch „Hai“)  genannt, die zuvor verwendete Enigma-M3 (mit drei Walzen) durch die M4 (mit vier Walzen) abgelöst worden war, konnte der britische Geheimdienst die verschlüsselten deutschen Funksprüche nicht mehr entziffern. Diese schmerzliche Unterbrechung (Black-out) dauerte zehn Monate und  war eine Phase, in der die deutsche U-Bootwaffe erneut große Erfolge verbuchen konnte. Die U-Boot-Fahrer nannten sie ihre „zweite glückliche Zeit“. Mithilfe des von U 559 erbeuteten Geheimmaterials gelang es den britischen Kryptoanalytikern ab dem 12. Dezember 1942 die deutschen U-Boot-Funksprüche wieder „mitzulesen“. So konnten die für das Vereinigte Königreich kriegswichtigen Geleitzüge um die deutschen U-Boot-Rudel herumgeleitet werden und die britische Bevölkerung und Kriegswirtschaft mit Lebensmitteln und Produktionsgütern versorgt werden.
Der renommierte britische Kryptologe und Historiker Ralph Erskine fasste es in einem 1988 veröffentlichten Bericht wie folgt zusammen:

„Die ganze Arbeit, die in Bletchley Park geleistet wurde, um Triton zu knacken, wäre völlig ergebnislos geblieben, hätte es nicht die Männer an der Front gegeben. Ohne die tapfere Tat von Lieutenant Antony Fasson, Able Seaman Colin Grazier und des 16jährigen Tommy Brown, die den Wetterkurzschlüssel und das Kurzsignalheft auf U-559 bargen, hätten wir während des für den weiteren Verlauf der Schlacht im Atlantik entscheidenden ersten Halbjahres 1943 keine speziellen nachrichtendienstlichen Informationen aus Triton erhalten. Es gibt nur wenige Handlungen persönlicher Tapferkeit, die jemals solch weitreichende Konsequenzen hatten. Ohne die besonderen Erkenntnisse aus Triton wären die U-Boote auf die Dauer zwar ebenfalls besiegt worden, aber der Verlust an Menschenlenben in diesem globalen Konflikt wäre insgesamt noch weitaus schlimmer gewesen, als er dies ohnehin schon war.“